# 今野政代
今野 政代（こんの まさよ）は、東京都出身のフラワーデザイナー。株式会社ベル・フルールの現代表取締役会長。ベル・フルールフラワーデザインスクール学長。

## 人物および略歴
- 株式会社ベル・フルール代表取締役会長[1]
- ベル・フルールフラワーデザインスクール学長
- 公益社団法人日本フラワーデザイナー協会名誉本部講師
- 公益社団法人日本フラワーデザイナー協会試験審査委員・コンテスト審査委員
- 一級フラワーデザイナー
- 一級フラワー装飾技能士
- フランスフローラルアート協会ディレクター・試験審査委員
- 労働省フラワー装飾科職業訓練指導員
- グリーンアドバイザー
- 大東文化大学オープンカレッジ講師
- 東京都優秀技能者（東京マイスター）
- 2002年 第7回ワールドフラワーショーコンテスト「Floramondi(花の世界)」イギリス部門COMPACT CHARM3位入賞
- 2013年「平成25年度・東京都優秀技能者知事賞（東京マイスター）」受賞

## 出演
- 社長インタビュー「社長101」（2016年、カウテレビジョン）[2]

## 著書
- プリザーブドフラワー ブーケ＆アレンジメント[3]
- プリザーブドフラワー デザインブック
- 美しき日本の花のおもてなし[4]
- ワクワクお花屋さん気分 はじめての花レッスン

## 主な実績
- 平成25年度・東京都優秀技能者知事賞（東京マイスター）受賞
- 2002年 第7回ワールドフラワーショーコンテスト「Floramondi(花の世界)」イギリス部門COMPACT CHARM3位入賞
- 2011年「Let’s be Red クリスマス フローラル パーティー」に今野政代が日本代表2名のひとりとして参加
- 2006年 日本経団連主催、第５回東富士夏季フォーラム「レディースプログラム」にてプリザーブドフラワーレッスンを開催
- 「MAGIQ（マジック）」の初代ブランドアンバサダーに就任